# عفنية
العفنية (الاسم العلمي: Mucoraceae) هي فصيلة من الفطريات تتبع رتبة العفنيات من الطائفة العفنانية.

## الأجناس
- العفنة
- الرازبة